# Neoconstructie (morfologie)
— Noot: Voor de hier gebruikte term neoconstructie zijn diverse varianten meer gebruikelijk. —
Neoconstructies is een overkoepelende term voor een bepaald type nieuw-bedachte lexicale constructen, woordformaties die worden aangemaakt met behulp van anderstalige morfemen. Woordformatie kan diverse typen woordvorming insluiten: enkelvoudig en geleed, samenstelling en afleiding. Neoconstructen onderscheiden zich van andere neologismen door hun herkenbare opbouw uit geheel of gedeeltelijk uitheemse onderdelen, vaak Latijnse en Oudgriekse. Gedeeltelijk variante, maar niet geheel dekkende termen in het Nederlands zijn 'neoklassieke woordvorming', 'neoklassieke samenstellingen' of 'neoklassieke composita'. In het Engels wordt dit verschijnsel meer omvattend aangeduid als neoclassical word-formation. '
  Als neoklassieke woordbouwsels bestaan dergelijke constructen niet als zodanig in de klassieke talen zelf. Ze zijn 'neo-', dat wil zeggen 'onnatuurlijk', kunstmatig nagemaakt op een uit een uitheemse bron geleend, tot nieuw leven gewekt stramien. Het stramien kan ook uit een niet-klassieke taal geleend worden, en dan in deze brontaal niet al zelf zo toegepast zijn. Dan zou men van 'pseudo-anderstalige' formaties kunnen spreken.

Wanneer een neo-formatie gevormd is naar analogie van Latijnse woorden spreekt men wel van pseudo-Latijn. De meeste medische termen en taxonomische benamingen zijn ontstaan lang nadat het Oudgrieks en het Latijn als taal van de wetenschap in gebruik waren. Benamingen in de taxonomie zoals homo sapiens (voor de moderne menselijke soort), vallen onder de noemer pseudo-Latijn. Meestal wordt wel de stam van een woord min of meer correct gebruikt maar is de juiste vervoeging een toevalsproces. Veel uitdrukkingen zijn, hoewel formeel incorrect, al eeuwen gangbaar. Niet zelden is ook het Grieks als bron aan te wijzen voor de herkomst van begrippen in pseudo-Latijn. 

## Praktijkvoorbeelden
In Het Parool van 21-6-2022 staat een artikel over de oud literair-criticus van de NRC Reinjan Mulder en zijn uitgebreide literaire archief. In de kop boven het artikel komt de term  'literaria'  voor (inclusief aanhalingstekens) en in het artikel zelf is er sprake van Grunbergiana, documenten met betrekking tot de schrijver Arnon Grunberg. Hier zou men nog van vakjargon mogen spreken.
Dergelijke nieuwe woorden kunnen ook ingang vinden in de standaardtaal, bijvoorbeeld woorden als allochtoon en televisie. Andere enten een uitheems achtervoegsel op een Nederlandse stam of grondwoord; ze hebben vaak een spottend effect en zijn pejoratief (kletsica, in navolging van logica; prullaria, deskundoloog, kretologie en arbeiderisme).

Het verschijnsel doet zich ook voor bij moderne talen. Zo is de in Nederland bekende term mainport in het Engels niet-bestaand en dus pseudo-Engels. Bij dergelijke gevallen is de term 'neoklassiek' uiteraard niet van toepassing, maar het overkoepelende begrip 'neoconstructie' wel.

## Bouwstenen

### Voorzetsels
Bij het construeren worden vaak voorzetsels gebruikt:
| Latijn | Grieks | Nederlands       |
| ------ | ------ | ---------------- |
| con    | syn    | met              |
| ex     | ek     | uit              |
|        | epi    | op               |
| pre    | pro    | voor             |
| super  | hyper  | over, boven      |
| sub    | hypo   | onder, beneden   |
| a(b)   | dia    | weg van          |
| a(b)   | apo    | weg van          |
| contra | anti   | tegen            |
|        | para   | gelijk           |
|        | ana    | naar boven       |
| trans  |        | aan de overzijde |
| inter  |        | tussen           |
| circa  |        | rond             |
|        | homo   | gelijk           |
|        | tele   | ver              |

### Werkwoorden
Veel gebruikte werkwoorden zijn:

#### Latijn
- dit: gave e(x)ditie : uitgave,
- dict spraak e(x)dict uitspraak predictie, voorspellen contradictie tegenspraak addictie: bijspraak, verslaving
- mov(ere) bewegen promoveren voortbewegen
- volv(are) draaien: revolver: herdraaier,
- sid zitten: president: voorzittende. resident: herzittende, inwoner.
- cut(are) : executen: uitvoeren, executief: uitvoerende.
- i (gaan) :exit : uitgang

#### Grieks
- phil(ein): houden van. homophil: houden van hetzelfde. heterophil: houden van het ander
- manie : id. pyromanie: manie voor vuur hebben
- phobie: angst: angoraphobie: pleinvrees ; homophobie: vrees voor hetzelfde
- scop(ein): schouwen, zien: bioscoop : levend zien, episcoop (bisschop): omgeving (gemeente) overziend, periscoop, naar buiten zien

### Zelfstandige naamwoorden

#### Latijn
- aqua : water aquaduct: waterleiding

#### Grieks
- hudōr : water , hydrophobie: angst voor water
- helio(s): zon: helikopter
- logo(s): wet, (eng. law)
- (g)nomo(s): kennis
- bios: leven
- theo(s): god: theologie, de wetten van god
- eco(s): huis: economie: kennis van het huis.
- archi: eerste architect: eerste timmerman.